# Premusia intrahens
Premusia intrahens là một loài bướm đêm trong họ Noctuidae.